# 唐观
唐观（?—?），字黄若，唐朝并州晋阳县（今山西省太原市）人。凌烟阁功臣唐俭的儿子，驸马都尉唐义识的弟弟。
唐观历任左千牛、同州河西县（今陕西省合阳县洽川镇夏阳村）令、秘书郎、秘书监，有文集三卷。有三子一女：唐建初、唐建亭、唐般若、唐孺人，其中唐般若官至赵州司马，有子唐諲。唐孺人为唐睿宗后宫，长寿二年正月初二（692年12月15日），唐孺人被武则天秘密杀害。